# Bernhard Hinterberger
Bernhard Hinterberger (* 7. Juli 1982 in Oberaudorf, Bayern) ist ein deutscher Wakeboard-Profi.

## Leben
Bernhard Hinterberger wuchs in Bayern auf, wo er 1995 am Wasserskilift mit dem Wasserskifahren wenig später mit dem Wakeboarden begann. 1997 nahm er an seinem ersten Wettkampf, den damals noch inoffiziellen deutschen Meisterschaften, in Berlin teil und belegte den 2. Platz. Im Jahr darauf wurde erstmals Deutscher Meister. Seit 1999 ist er Profi-Wakeboarder.
In den Jahren darauf gewann Hinterberger 3 Weltmeister-, 5 Europameister- und 8 Deutsche Meistertitel. Er gilt bis heute als einer der besten Cable-Wakeboarder der Welt und prägte mit seinem kraftvollen Fahrstil vor allem in den frühen 2000er-Jahren den noch jungen Sport maßgeblich.
Nach unzähligen Siegen am Cable wurde er 2002 und 2009 auch am Motorboot Deutscher Meister.
Seit 2004 produziert der Hersteller NewSchnitzel ein eigenes Pro-Modell für Hinterberger.

## Größte Erfolge
- Weltmeister, 2001, 2003 und 2005
- Europameister, 1999–2002, 2004
- Deutscher Meister, 1998–2001, 2003, 2005, 2014

2002, 2009 (Boot)
World Athlete of the year 2006